# Becerril de la Sierra
Becerril de la Sierra là một đô thị trong Cộng đồng Madrid, Tây Ban Nha. Đô thị này có diện tích 30 km², dân số theo điều tra năm 2010 của Viện thống kê quốc gia Tây Ban Nha là 5159 người. Đô thị này nằm ở khu vực có độ cao 1075 mét trên mực nước biển.